# Pandzsábi nyelv

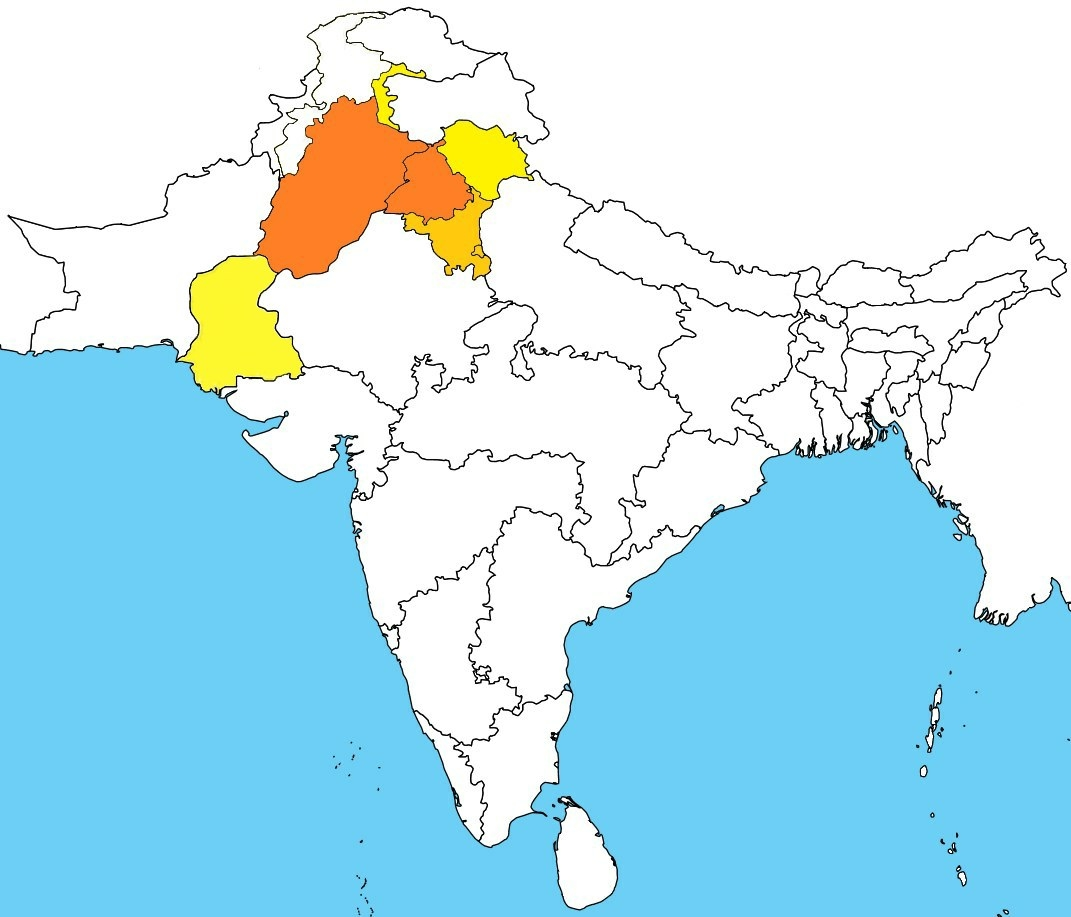
A pandzsábi mint
Elsődlegesen beszélt nyelv (Pandzsáb, India és Pandzsáb, Pakisztán)
Másodlagos nyelv (Delhi, Csandígarh és Harijána)
Jelentős számú ember beszéli (Himácsal Prades, Iszlámábád fővárosi körzet és Szindh)

A pandzsábi nyelv (shahmukhi: پنجابی, gurmukhi: ਪੰਜਾਬੀ) az Indoeurópai nyelvcsaládba tartozó nyelv. Elsősorban az indiai szubkontinens északnyugati részén, a Pandzsáb régióban beszélt nyelv. Világszinten 100-130 millió ember beszéli.
India egyik hivatalos nyelve, ahol a 11. legfontosabb beszélt nyelv. Pakisztánban nem hivatalos, de a legszélesebb körben beszélt nyelv. Pakisztánban a 2008-as népszámlálás alapján mintegy 76 millió ember beszélte ezt a nyelvet.  Lahoreban a lakosság 86%-a, Iszlámábádban 71%.
A nyelv az indoeurópai nyelvcsaládon belül az indoiráni nyelvek alcsoportjában az indoárja nyelvek ágához tartozik. Az ezeréves muzulmán uralom alatt jelentősen átalakult. Szókincsében sok az arab, a perzsa, a török jövevényszó.
A 10. század óta irodalmi nyelv, egyben a szikh vallás irodalmi nyelve is.

## Írásrendszer
A pandzsábi nyelv kétféle írásrendszert használ, a perzsa írásból kialakult sáhmukhit és a bráhmihoz tartozó gurmukhit (más nevén: gumurkhit). A sáhmukhit jobbról balra írják, míg a gurmukhit balról jobbra. A sáhmukhit többnyire Pakisztánban használják, míg a gurmukhit Indiában.

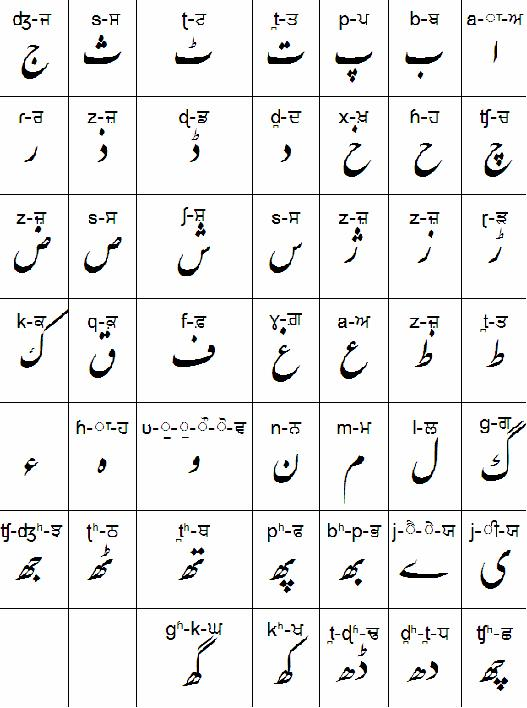
Jobb felső sarokban: gurmukhi, lent: sáhmukhi

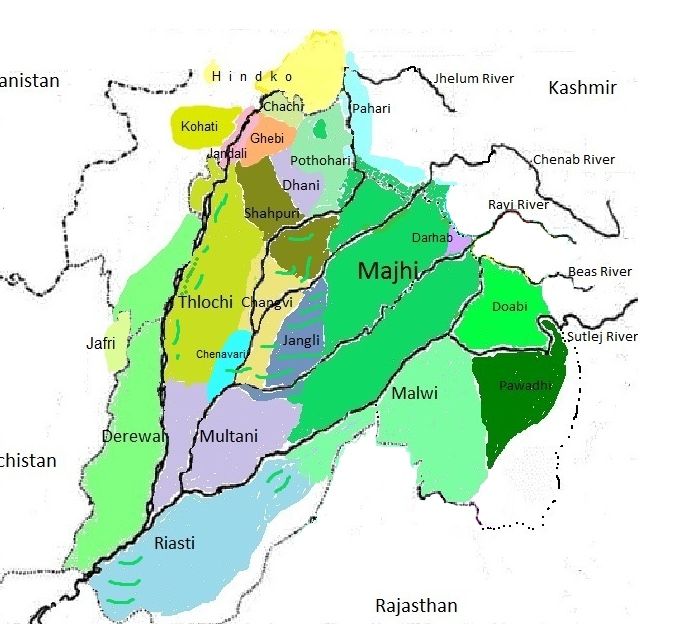
Pandzsábi dialektusok

## Főbb nyelvjárások
A nyelven belül sok dialektust különböztethetünk meg.
Nyugati
- Multáni
- Pothokari
- Hindko
- Szaraiki

Központi
- Madzsi (majhi)

Keleti
- Doabi
- Malwai

stb.

## Fordítás
- Ez a szócikk részben vagy egészben  a   Punjabi language című angol Wikipédia-szócikk fordításán alapul.  Az eredeti cikk szerkesztőit annak laptörténete sorolja fel. Ez a jelzés csupán a megfogalmazás eredetét és a szerzői jogokat jelzi, nem szolgál a cikkben szereplő információk forrásmegjelöléseként.
- Ez a szócikk részben vagy egészben  a(z)   Панджаби című orosz Wikipédia-szócikk fordításán alapul.  Az eredeti cikk szerkesztőit annak laptörténete sorolja fel. Ez a jelzés csupán a megfogalmazás eredetét és a szerzői jogokat jelzi, nem szolgál a cikkben szereplő információk forrásmegjelöléseként.